# 魏钢焰
魏钢焰（1922年—1995年），曾用名魏开诚，笔名岗岩、李冰，男，山西繁峙人，中国作家，中国作家协会理事，陕西省作家协会原名誉主席。